# Последни желания
„Последни желания“ е български игрален филм (комедия, военен) от 1983 година на режисьора Рангел Вълчанов, по сценарий на Миряна Башева и Рангел Вълчанов. Оператор е Радослав Спасов. Музиката във филма е композирана от Кирил Дончев. Звук - синхронен Иван Венциславов.

## Сюжет
Особен артистичен поглед върху някои исторически личности от Първата световна война.

## Актьорски състав
- Стефан Мавродиев – фотографът Жеко
- Диана Софрониева – Денка
- Антония Жекова – Мара
- Димитър Тодоров – Бай Мито
- Георги Мамалев – Капитан Мортимър
- Росен Райков – Йозефко
- Любомир Узунов – Император Франц Йозеф
- Емил Джуров – Крал Мануел Португалски
- Алеко Минчев – Цар Фердинанд
- Вера Делчева – Мадам дьо Бурбон
- Н. Николчев
- Т. Димов
- Хр. Курдов
- Г. Енчев
- Д. Тринязов
- Т. Панков
- Н. Недялков
- В. Младенов
- П. Кузев
- Д. Мачев
- В. Чанкова
- К. Карапетков
- Д. Кондов
- А. Узунова
- Г. Чирпанлиев
- М. Рядкова
- Ю. Козарев
- С. Милев
- Ин. Писконов
- П. Илиев
- Ив. Душев
- Е. Топозян
- К. Панов
- Г. Гочев
- В. Коларова
- Т. Атанасов
- Ир. Лолова
- И. Орешкова
- Ал. Панкова
- К. Цанев
- К. Кондова
- Ив. Велев
- С. Симеонов
- Г. Николов
- М. Спасов
- К. Векове
- Н. Величков
- П. Рашков
- М. Димитров
- М. Захариев